# Edward Anhalcki
Edward, Jerzy Wilhelm Maksymilian Anhalcki, niem. Eduard Georg Wilhelm Maximilian Herzog von Anhalt (ur. 18 kwietnia 1861 w Dessau, zm. 13 września 1918 w Berchtesgaden) – książę Anhaltu w 1918.

## Życiorys
Urodził się jako trzeci syn przyszłego księcia Anhaltu Fryderyka I i jego żony księżnej Antoniny. Po śmierci ojca 24 stycznia 1904 został następcą tronu, a 21 kwietnia 1918, kiedy zmarł jego starszy brat, Fryderyk II Anhalcki został nowym monarchą.

## Małżeństwo i rodzina
6 lutego 1895 w Altenburgu poślubił księżniczkę Sachsen-Altenburg Luizę. Para rozwiodła się 26 stycznia 1918, miała sześcioro dzieci:
- księżniczkę Fryderykę (1896–1896)
- księcia Leopolda (1897–1898)
- księżniczkę Marię Augustę (1898–1963)
- księcia Joachima Ernesta (1901–1947), ostatniego monarchę panującego w Anhalcie
- księcia Eugeniusza (1903–1980)
- księcia Wolfganga (1912–1936)

## Genealogia
| Prapradziadkowie                | ks. Anhalt-Dessau Leopold III (1740–1818) ∞1767 Ludwika von Brandenburg-Schwedt (1750–1811) | landrgraf Hesji-Homburga Fryderyk V (1748–1820) ∞1768 Karolina Heska-Dermstadt (1746–1821) | kr. Prus Fryderyk Wilhelm II (1744–1797) ∞1769 Fryderyka Ludwika Heska-Dermstadt (1751–1805) | w. ks. Meklemburgii-Strelitz Karol (1741–1816) ∞1768 Fryderyka Karolina Heska-Dermstadt (1752–1782) | ks. Saksonii-Hildburghausen Ernest Fryderyk III (1694–1757) ∞1758 Ernestyna Saska-Weimar-Eisenach (1740–1786) | w. ks. Meklemburgii-Strelitz Karol (1741–1816) ∞1768 Fryderyka Karolina Heska-Dermstadt (1752–1782) | ks. Hohenzollern-Sigmaringen Antoni Alojzy (1762–1831) ∞1782 Amelia von Salm-Kyrburg (1760–1841) | Pierre Murat (1748–1792) ∞1783 Louise d'Astorg (1762–1832)                           |
| Pradziadkowie                   | Fryderyk Anhalcki-Dessau (1769–1814) ∞1792 Amelia Heska-Homburg (1774–1846)                 | Fryderyk Anhalcki-Dessau (1769–1814) ∞1792 Amelia Heska-Homburg (1774–1846)                | Ludwik Hohenzollern (1773–1796) ∞1793 Fryderyka Meklemburska-Strelitz (1778–1841)            | Ludwik Hohenzollern (1773–1796) ∞1793 Fryderyka Meklemburska-Strelitz (1778–1841)                   | ks. Saksonii-Altenburga Fryderyk (1763–1834) ∞1785 Karolina Meklemburska-Strelitz (1769–1818)                 | ks. Saksonii-Altenburga Fryderyk (1763–1834) ∞1785 Karolina Meklemburska-Strelitz (1769–1818)       | ks. Hohenzollern-Sigmaringen Karol (1785-1853) ∞1808 Antonina Murat (1793–1847)                  | ks. Hohenzollern-Sigmaringen Karol (1785-1853) ∞1808 Antonina Murat (1793–1847)      |
| Dziadkowie                      | ks. Anhaltu, Leopold (1792–1871) ∞1818 Fryderyka Hohenzollern (1796–1850)                   | ks. Anhaltu, Leopold (1792–1871) ∞1818 Fryderyka Hohenzollern (1796–1850)                  | ks. Anhaltu, Leopold (1792–1871) ∞1818 Fryderyka Hohenzollern (1796–1850)                    | ks. Anhaltu, Leopold (1792–1871) ∞1818 Fryderyka Hohenzollern (1796–1850)                           | Edward Saski-Altenburg (1804–1852) ∞1835 Amelia Hohenzollern-Sigmaringen (1815–1841)                          | Edward Saski-Altenburg (1804–1852) ∞1835 Amelia Hohenzollern-Sigmaringen (1815–1841)                | Edward Saski-Altenburg (1804–1852) ∞1835 Amelia Hohenzollern-Sigmaringen (1815–1841)             | Edward Saski-Altenburg (1804–1852) ∞1835 Amelia Hohenzollern-Sigmaringen (1815–1841) |
| Rodzice                         | ks. Anhaltu, Fryderyk I (1831–1904) ∞1854 Antonina Saska-Altenburg (1838–1908)              | ks. Anhaltu, Fryderyk I (1831–1904) ∞1854 Antonina Saska-Altenburg (1838–1908)             | ks. Anhaltu, Fryderyk I (1831–1904) ∞1854 Antonina Saska-Altenburg (1838–1908)               | ks. Anhaltu, Fryderyk I (1831–1904) ∞1854 Antonina Saska-Altenburg (1838–1908)                      | ks. Anhaltu, Fryderyk I (1831–1904) ∞1854 Antonina Saska-Altenburg (1838–1908)                                | ks. Anhaltu, Fryderyk I (1831–1904) ∞1854 Antonina Saska-Altenburg (1838–1908)                      | ks. Anhaltu, Fryderyk I (1831–1904) ∞1854 Antonina Saska-Altenburg (1838–1908)                   | ks. Anhaltu, Fryderyk I (1831–1904) ∞1854 Antonina Saska-Altenburg (1838–1908)       |
| Edward (1861–1918), ks. Anhaltu |                                                                                             |                                                                                            |                                                                                              | | | |                                                                                                  |                                                                                      |